# Irmãos Strugatsky
Os irmãos Arcady (Арка́дий, 28 de agosto de 1925—12 de outubro de 1991) e Boris (Бори́с, 14 de abril de 1933 - 19 de novembro de 2012 )  Strugatsky (Струга́цкий; também: Strugatski ou Strugatskii) são escritores russos de ficção científica que escreveram em parceria a maior parte de seus livros.

## Vida e obra
Os Irmãos Strugatsky (Бра́тья Струга́цкие), como geralmente são chamados, tornaram-se os mais conhecidos escritores de FC da União Soviética, com uma base de fãs bem desenvolvida. Seus primeiros trabalhos foram influenciados por Ivan Yefremov. Um dos seus romances mais famosos, Пикник на обочине, foi traduzido em inglês como Roadside Picnic em 1977. Andrei Tarkovsky o usou muito libremente como fonte de inspiração para o seu filme Stalker.
Várias outras obras foram traduzidas em inglês e português, mas não receberam sequer uma fração do grande sucesso de público e crítica russos. Isto pode ser a resultante de três fa(c)tores:
- a dificuldade de se traduzir a fala coloquial russa numa língua que não possua a estrutura gramatical da mesma, o que acarreta a perda de sentido;
- uma compreensão do rígido arcabouço mental do Stalinismo é um pré-requisito para perceber o contraste e a rejeição da uniformidade evidentes em quase todas as obras dos Strugatskys;
- e finalmente, que muito do humor em obras tais como A Segunda-Feira Começa o Sábado provém de séculos de alusões literárias e culturais.

Deve ser notado, porém, que os irmãos Strugatsky foram e ainda são populares em muitos países, particularmente na área de influência da antiga União Soviética.
Os irmãos foram convidados de honra na World Science Fiction Convention de 1987, em Brighton, Inglaterra.

## Obras traduzidas em inglês
- Beetle in an Anthill. Nova York: Macmillan, 1980. ISBN 0-02-615120-0.
- Definitely Maybe. Nova York: Collier, 1978.
- The Desire Machine. Soviet Literature. 1984. # 2. P. 6-35.
- Destination: Amaltheia. Foreign Languages Publishing House, [1962]. P. 294-420.
- An Emergency Case in "Path into the Unknown: The Best Soviet Science Fiction". Ed. por Judith Merril. Londres: MacGibbon and Kee Ltd., 1966.
- Escape Attempt. Nova York: Macmillan, 1982. ("MacMillan's Best of Soviet Science Fiction"). ISBN 0-02-615250-9.
- Far Rainbow. Moscou: MIR Publishers, 1967. 152 p.
- The Final Circle of Paradise. Nova York: DAW, 1976.
- Five Spoonfuls of Elixir. Soviet Literature. 1986. # 12.
- From Beyond. Soviet Literature. 1982. # 1. P. 8-36.
- The Gigantic Fluctuacion/Journey Across Three Worlds. Moscou: Mir, 1973.
- Hard to Be a God. Nova York: Seabury Press, 1973.
- Inspector Glebsky's Puzzle. Nova York: Richardson & Steirman & Black, 1988. ISBN 0-931933-68-4.
- Monday Begins on Saturday. Nova York: DAW, 1977.
- Natural Sciences in the World of Ghosts/Painting by Dimitar Yankov/Orphia. 1990. # 1. P. 28-39.
- Noon: 22nd Century. Nova York: Macmillan, 1978. ISBN 0-02-615150-2.
- Prisoners of Power. Nova York: Macmillan, 1977. ISBN 0-02-615160-X.
- Roadside Picnic. Londres: Gollancz, 1978.
- The Second Martian Invasion/Vortex. Ed. por C.G.Bearne. Londres: MacGibbon & Kee, 1970.
- Six Matches in "More Soviet Science Fiction". Nova York: Collier, 1962.
- The Snail on the Slope. Nova York: Bantham, 1980.
- Space Apprentice. Nova York: Macmillan, 1981.
- Spontaneous Reflex in "A Visitor from Outer Space: Science-Fiction Stories by Soviet Writers". Moscou: Foreign Languages Publishing House, [1962]. P. 83-109.
- Stalkers of the Infinite: A Collection of Essays. Borgo Pr., 1991. ISBN 0-8095-4500-4.
- Tale of the Troika. Nova York: Macmillan, 1977.
- A Tale of True and False Friendship. Soviet Literature. 1988. # 12. P. 81-117.
- The Time Wanderers. Londres: Richardson & Steirman & Black, 1987. ISBN 0-931933-31-5.
- The Ugly Swans. Nova York: Macmillan, 1979. ISBN 0-02-615190-1.
- The Visitors in "Aliens, Travelers, and Other Strangers". Nova York: Macmillan, 1984. ISBN: 0026152304.
- Wanderers and Travellers in "Path into the Unknown: The Best Soviet Science Fiction". Londres: MacGibbon and Kee Ltd., 1966.
- The Way to Amalteia in "Earth and Elsewhere", ed. Roger DeGaris. Macmillan, 1985
- The White Cone of the Alaid in "Last Door to Aiya". Nova York: S.G.Phillips, 1968.
- The Youth from the Underworld. Nova York: Macmillan, 1982.